# Giorgio Cumno
Giorgio Cumno (in greco Γεώργιος Χοῦμνος?; Candia, ... – ...; fl. metà del XV secolo) è stato un poeta bizantino.

## Biografia
Da una subscriptio alla sua opera conservata in parte in un manoscritto viennese, apprendiamo che Giorgio Cumno era nativo di Creta, più precisamente della città di Candia.

## Opera
Giorgio Cumno fu autore della Genesi del mondo, un'opera didattica ispirata all'Antico Testamento. L'opera è, di fatto, inscrivibile nel genere bizantino delle parafrasi bibliche, visto che riscrive, in 2800 versi, Genesi ed Esodo.
In realtà, a parte la non eccelsa qualità dei dodecasillabi, l'opera di Cumno si segnala per aver incorporato nella parafrasi biblica anche diverse leggende divenute, nel corso del Medioevo, patrimonio comune, quali la leggenda della vera croce risalente al seme piantato nella bocca di Adamo morente, o, ancora, la leggenda di Mosé bambino davanti al faraone.